# Утемисова, Перуза Бекетовна
Перуза Бекетовна Утемисова (род. 1931, село Бирлик, Отрарский район) — советский специалист в области сельского хозяйства, полный кавалер ордена Трудовой Славы.

## Биография
Трудовую деятельность начала в Мактааральском районе. С 1965 года работала в совхозе «Восход» Чардаринского района. За заслуги в выращивании риса была награждена орденами «Трудовая слава» 3, 2, 1 степени (1975, 1976, 1990), орденом «Знак Почёта», медалями.
Делегат XIII, XIV съездов, член ЦК Компартии Казахстана.
Обладатель знака «Күміс алқа». Почетный гражданин Шардаринского района.
Председатель ТОО «Перуза Утемисова».